# فیلم فراطبیعی

فیلم فراطبیعی

فیلم فراطبیعی (به انگلیسی: Supernatural film) ژانری از فیلم است که شامل مضامین فراطبیعی مربوط به خدایان، الهه‌ها، ارواح، اشباح، ظهور ارواح، معجزات و سایر پدیده‌های خارق‌العاده می‌شود. این مضامین اغلب با ژانرهای دیگر فیلم مانند کمدی، علمی تخیلی، فانتزی و ترسناک ترکیب می‌شوند. از نظر تاریخی، هدف اصلی فیلم‌های فراطبیعی نه‌ترساندن مخاطبان، بلکه ارائه سرگرمی، اغلب در زمینه‌های خیال‌پردازانه یا عاشقانه می‌باشد.
این ژانر فیلم بخشی از چندین ژانر ترکیبی است، از جمله فیلم‌های کمدی فراطبیعی، فیلم‌های ترسناک فراطبیعی، فیلم‌های مذهبی فراطبیعی و فیلم‌های دلهره‌آور فراطبیعی.
از نمونه این فیلم‌ها می‌توان به فیلم‌های چون؛ احضار (۱۹۸۰)، جادوگران ایست‌ویک (۱۹۸۷)، روح (۱۹۹۰)، کسپر (۱۹۹۵) و حیله (۱۹۹۶) اشاره کرد.